# 中巴經濟走廊

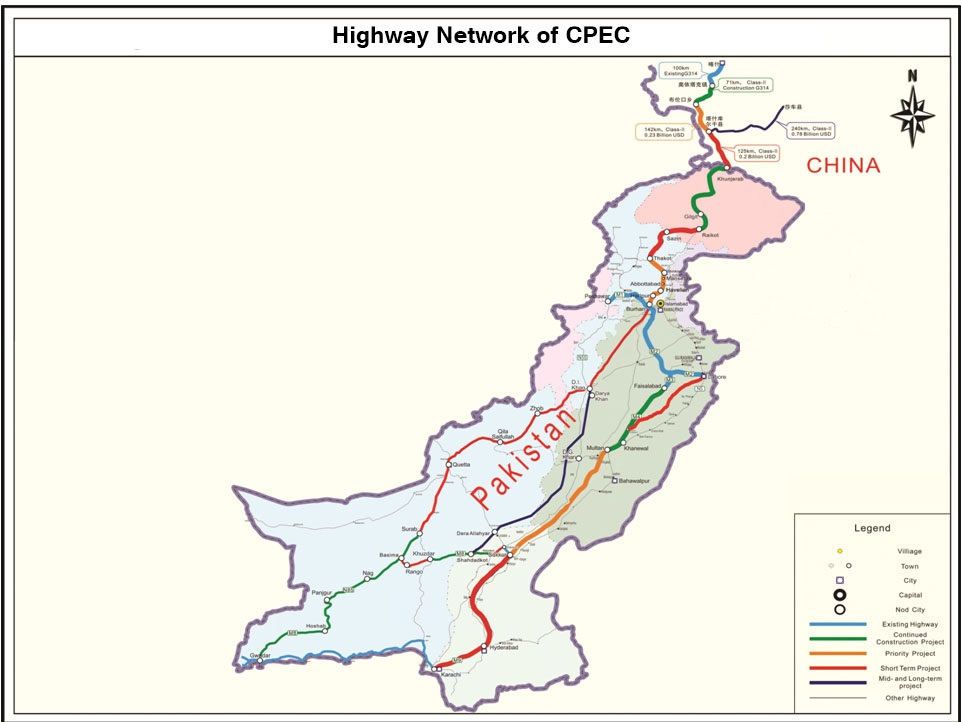
中巴經濟走廊（CPEC）道路網地圖

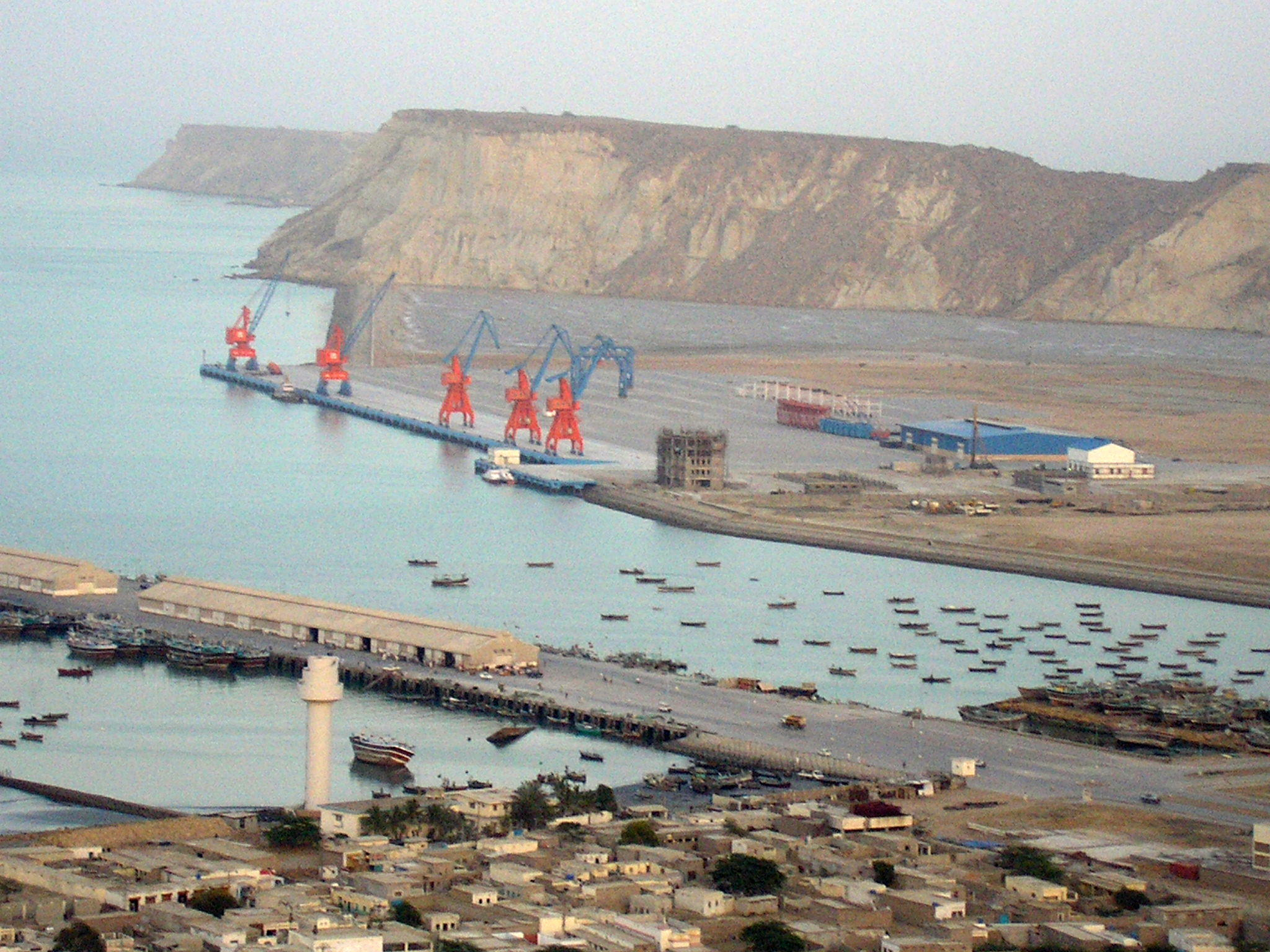
巴基斯坦的瓜达尔港

中巴經濟走廊（英文縮寫：CPEC），是指一系列中国與巴基斯坦合作的大型工程計劃，长达3000公里，预计总投资460亿美元。也是“一带一路”的枢纽和旗舰项目。走廊具有战略价值， 中國可從新疆經該走廊到巴基斯坦的戰略要地瓜达尔港，大大缩短了直达印度洋的运输距离和时间。
由皮尤研究中心于2014年作出的一个调查显示：78％的巴基斯坦人对中国持友好态度，仅有14％对美国示好。巴基斯坦从政府、学界、媒体到民众，对中巴经济走廊的建设成果均表示满意，根据盖洛普和吉拉尼巴基斯坦公司2023年的一项调查，56%的巴基斯坦人赞成与中国建立经济伙伴关系，仅13%赞成与美国建立伙伴关系。

## 历史
中国与巴基斯坦是关系密切的友好邻邦，两国自1960年代起就建立了战略联盟。作为长期的的“全天候战略合作伙伴”，两国的合作也是全方位的。中国的一些城市也与巴基斯坦的城市结为姊妹城市，如中国四川省省会成都市与巴基斯坦旁遮普省省会拉合尔、广东省珠海市与俾路支省港口城市瓜达尔。
早在穆沙拉夫执政时期，中巴双方就有建设经济走廊的设想。
2013年5月，中巴经济走廊项目最先由中国国务院总理李克強在訪問巴基斯坦時提出，旨在建设連接中国新疆维吾尔自治区與巴基斯坦瓜达尔港的高速公路、鐵路運輸，以及石油和天然氣的管道。这项计划将为中国西部内陆地区打开一条新的贸易线路，也避免了绕至更东边的马六甲海峡，既缩短了航程，也可更直接地到达资源丰富的中东地区，极具战略意义。同年8月27日，中巴经济走廊秘书处在巴基斯坦首都伊斯兰堡设立。
2014年2月，巴基斯坦总统侯赛因在对中国的国事访问中讨论了相关议题。两个月后，巴基斯坦总理谢里夫同中国国务院总理李克强会面讨论了项目的计划。2014年11月8日，在中国国务院总理李克强与巴基斯坦总理谢里夫的共同见证下，中国国家发展改革委副主任、国家能源局局长吴新雄与巴基斯坦水电部常秘穆罕默德·尤尼斯·达加签署了《中巴经济走廊能源项目合作的协议》。
2015年4月，中共中央总书记、中国国家主席习近平访问巴基斯坦，这也是他出任中共中央总书记后首次访问巴基斯坦。访问期间，中国和巴基斯坦签署了51项合作协议和备忘录，其中超过30项涉及中巴经济走廊。
2016年11月13日，瓜达尔港正式運營。時任巴基斯坦總理謝里夫主持開幕禮時，形容「這一天是新時代的黎明」。這一儀式也標誌著聲名遠播的“中巴經濟走廊”（CPEC）的啟動——這是指一系列中國與巴基斯坦合作的大型工程計劃，覆蓋地區綿延2000公里，也是中國「一帶一路」戰略計劃的樞紐和旗艦項目。
2017年4月，为对接“一带一路”建设，巴基斯坦当局计划在中巴经济走廊项下建设九个工业园。以利用巴基斯坦的资源和劳动力优势，吸引中国大陸劳动密集型产业的转移，培育巴基斯坦的产业集群。5月，中国大陸投资500亿美元，在巴基斯坦印度河流域建设5个水库。建成的水电站可释放的电能占巴基斯坦全国水电总量的2/3。此外，雙方还积极推动瓜达尔-新疆公路走廊建设，在配套的港口和高速公路建成后，巴基斯坦可以直接向中国西北地区输送海鲜等内陆地区少见的商品，巴基斯坦政府预计相关贸易可带来约80亿美元的产值。
2018年3月23日，旁遮普天津技术大学正式开学并举行建校典礼，是中巴经济走廊的第一个教育合作项目。
至2022年底，中巴经济走廊为巴基斯坦带来直接投资254亿美元，累计创造23.6万个直接就业岗位，新增8000兆瓦电力、886公里国家核心输电网与510公里高速公路。同时中巴经济走廊的建设极大缓解了巴基斯坦的能源缺口，改善了基础设施和投资环境。

## 地缘政治因素

### 战略重要性
“马六甲困局”是中华人民共和国面临的主要安全挑战。中巴经济走廊建设完毕后，会拓宽数条中国与中东和非洲的贸易路线，也为中国西部内陆地区打开一条新的贸易线路，有助中國西部地區發展。另外，通过巴基斯坦境内的输油管输送石油，大大縮短經由马六甲海峡和印度洋來往中东的路程、時間及減省成本。中国是世界石油进口大国，因此对能源安全问题十分关注，而中巴經濟走廊的開通正好減少依賴馬六甲海峽，分散風險。

### 面临的挑战
然而中巴经济走廊的建设也面临着来自巴基斯坦的多重挑战。在走廊第一阶段以能源和交通基础设施为主的项目竣工后，第二阶段缺乏如瓜达尔港口建设等重大项目的带动，巴基斯坦生产力水平的滞后直接影响了项目进度。同时巴基斯坦外债过多和经济增长乏力也影响了走廊建设，致使该项目在国际上经常被称为“债务陷阱外交”。巴基斯坦工业基础薄弱、国际收支赤字严重，造成卢比大幅贬值，这也直接影响了部分中国企业在项目中的利润。
巴基斯坦塔利班运动、俾路支解放军等组织所带来的日益严峻的恐怖袭击威胁严重恶化了走廊沿线地区的安全环境。自2018年以来针对中方人员和项目的恐袭频率逐年增加，特别是2021年阿富汗变局之后，巴基斯坦的安全局势急剧恶化。尽管中巴经济走廊有专门的安全部队提供保护，但仍不能阻止袭击事件的再次发生，毫无疑问影响了外界投资意愿、拖延了走廊的施工进度。2017年"伊斯兰国"组织称其“呼罗珊省”分支杀害了两名中国人质。2021年，一辆运载工程师前往达苏水坝建设项目的巴士遭到炸弹袭击，造成13人死亡，其中包括9名中国工人。2022年，一名俾路支解放军自杀式袭击者在卡拉奇大学导致4人死亡，其中包括3名中国籍汉语教师。2023年，一支由巴基斯坦军方护送的载有中国工程师的车队，在瓜达尔遭到恐袭，两名袭击者被击毙，事件中没有平民及中方人员受伤。2024年4月，在香拉县自杀式爆炸袭击再次造成中国工人死亡后，中国驻巴基斯坦大使馆提醒开伯尔-普什图省和俾路支省的中国公民提高安全意识，要求其加强风险防范。
由于巴基斯坦政治中存在的长期问题，长期干政的军方与民选政府、执政的穆盟（谢里夫派）与在野党巴基斯坦正義運動的持续政治冲突，极大的增加了走廊建设和运行的成本。此外联邦中央与各省乃至部落区的矛盾错综复杂，还有围绕走廊资源分配的“东线”和“西线”之争。当巴基斯坦混乱的政局与中国在当地重要利益发生冲突时，如何坚持互不干涉内政原则的同时还能维护好中国自身的利益，也将是一大挑战。
在中美战略竞争愈演愈烈的背景下，中巴经济走廊项目面临更严峻复杂的外部挑战。中国在南亚的投资和影响力的快速增加，构成了所谓“珍珠链战略”，引起域内大国印度及以美国为首的西方强国的高度警惕。印度始终反对走廊建设，而美国在2020年代初完成自阿富汗撤军并全力推行“印太战略”，联合日本、澳大利亚等国打造平衡与遏制中国的“印太”体系，中巴经济走廊作为“一带一路”项目的龙头和枢纽，首当其冲受到其干扰和破坏。

## 其他国家参与
阿富汗、乌兹别克斯坦、伊朗、土耳其、沙特与阿联酋等周边国家甚至是欧洲国家，都以不同形式表达了希望积极参与中巴经济走廊建设的意愿。
2015年，英国和中国承诺互相支持在新兴市场中的商业合作，包括中国的“一带一路”倡议，中巴经济走廊是这一倡议的关键组成部分。2017年4月4日，英国国际贸易部贸易与投资国务大臣格雷格·汉兹在该国主持了一个圆桌会议。中国驻英国大使刘晓明在会上表示欢迎英国企业参与“中巴经济走廊”建设。英国准备成为中巴经济走廊的重要合作伙伴。2017年5月，英国在巴基斯坦伊斯兰堡主办“中巴经济走廊扩大会议”。
2019年2月17日，沙特王储穆罕默德·本·萨勒曼访问巴基斯坦期间，沙巴双方签署总金额高达200亿美元的协议，其中有一项是在瓜达尔港投资建设一批能源化工项目。这一工程属于中巴经济走廊范畴。中国经济网评论员表示乐见沙特大型能源化工项目落户瓜达尔港。
2020年2月，伊朗驻巴基斯坦大使侯赛尼表示，伊朗希望以双边或三边形式加入中巴经济走廊。2023年8月，阿富汗临时政府代理副总理卡比尔表示，阿方支持“一带一路”倡议并已为加入中巴经济走廊做好准备，期待与中方就相关项目对接展开务实合作。

## 具体项目列表

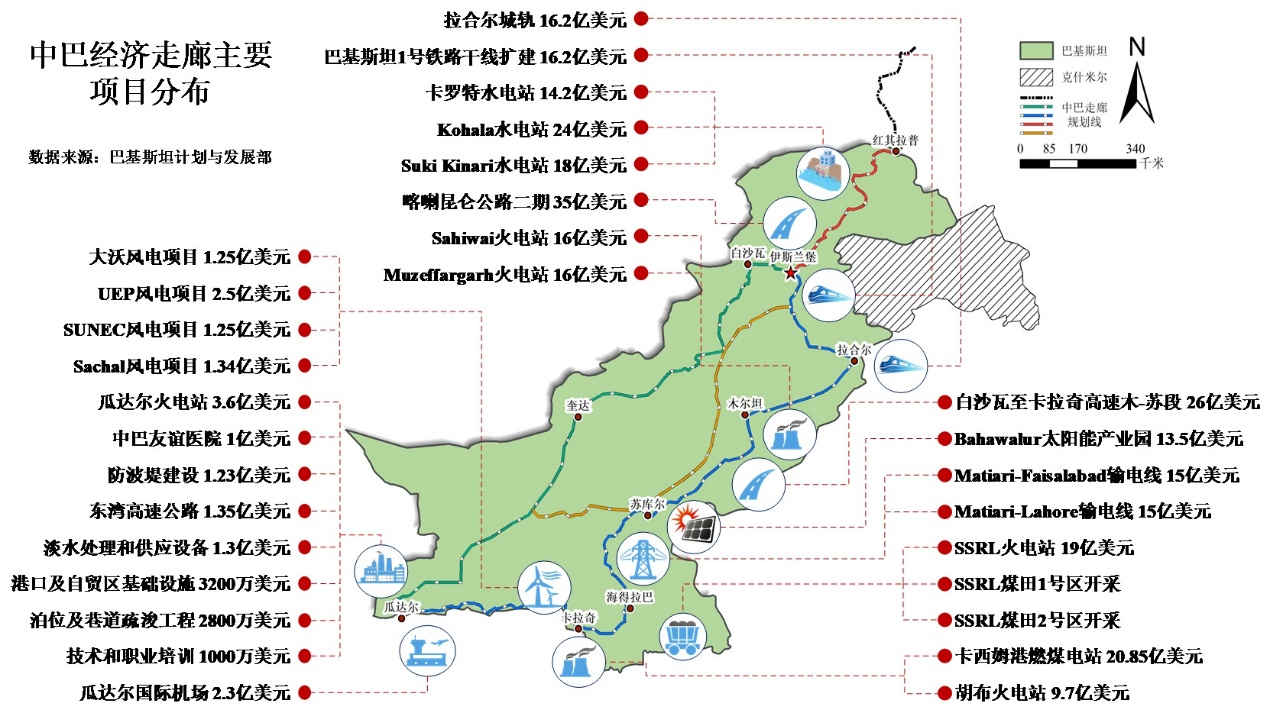
中巴经济走廊建设项目分布图

2015年4月20日，在中共中央总书记、中国国家主席习近平访问巴基斯坦期间，中巴之间签署了总共51个项目的合作协议和备忘录。2021年9月，“走廊联合合作委员会”召开第10次会议，宣布增设信息技术产业联合工作组。中方提出，突出走廊健康、绿色、数字属性，将走廊打造成“一带一路”高质量发展的示范工程。中巴经济走廊主要项目合作框架有：
- 中巴经济走廊社会民生合作框架：中巴博爱医疗急救中心、瓜达尔海水淡化厂、法曲尔中学、瓜达尔职业技术学校等一系列民生项目落地，在用水、医疗、教育和就业技能培训等各个方面切实造福当地百姓。
- 中巴经济走廊交通合作框架：喀喇昆仑公路二期升级改造项目（赫韦利扬—塔科特段）、白沙瓦—卡拉奇高速公路（苏库尔—木尔坦段）两大交通项目先后建成通车，大幅提升了巴基斯坦公路交通“主动脉”的活力和功能。拉合尔橙线项目作为巴基斯坦首条城市轨道交通，竣工通车并进入商业运营阶段，标志着巴基斯坦从此进入“地铁时代”。共建瓜达尔港取得重大进展，港口已具备全作业能力，瓜达尔国际机场、东湾快速路两大交通配套基础设施建设紧锣密鼓，阿富汗转口业务贸易有序开展，港口自由区依法享有23年免税优惠，吸引一批优质企业落户，自由区北区基础设施建设开工，瓜达尔港正朝着物流枢纽和产业基地的战略目标扎实迈进。
- 中巴经济走廊能源基础设施合作框架：一批电力项目建成运营，发电量占巴基斯坦全国总供应量的三分之一，在供给侧改变了其电力短缺的局面。疫情期间萨希瓦尔、卡西姆港等电厂保持电力生产，卡洛特、苏基克纳里等重大水电项目坚持施工，默蒂亚里—拉合尔高压直流输电项目、中巴跨境光缆项目完工并交付
- 中巴经济走廊产业合作框架：拉沙卡伊特别经济区正式启动，基础设施建设、招商引资等工作稳步推进。2021年7月，在中巴第三次外长战略对话期间，两国外长强调走廊建设聚焦经济社会发展、创造就业和改善民生，进一步加强产业园区、基础设施、科学技术、医疗卫生、农业、人力资源培训等领域合作，一致同意综合构建健康走廊、产业走廊、贸易走廊、数字走廊、绿色走廊。
- 中巴经济走廊农业合作框架：2021年11月23日中国驻巴基斯坦大使农融代表中国海关总署和巴基斯坦粮食安全与研究部部长赛义德·法哈尔·伊玛姆在伊斯兰堡正式签署《巴基斯坦洋葱输华检验检疫要求议定书》，这是中巴经济走廊第二阶段两国签署的关于农业出口的首个协议，此举标志着巴基斯坦产洋葱从此获得中国的市场准入。

### 交通
| 项目                       | 子項目                     | 状态                                                |
| -------------------------- | -------------------------- | --------------------------------------------------- |
| 瓜达尔港                   | 瓜达尔港                   | 完成，2015年起移交中国營運，租期四十年              |
| 卡拉奇－白沙瓦铁路升级改造 | 卡拉奇－白沙瓦铁路升级改造 | 原定2020年完工，因資金問題推遲，預計2024年3月啟動。 |
| 红其拉甫铁路               | 红其拉甫铁路               | 預計2030年完工                                      |
| 赫韦利扬－红其拉甫铁路     | 赫韦利扬－红其拉甫铁路     | 已批准，但未被列入中巴经济走廊远景规划2017-2030中   |
| 卡拉奇－拉合尔公路         | M3高速公路                 | 2015年动工，2019年通車                              |
| 卡拉奇－拉合尔公路         | M9高速公路                 | 2018年完工                                          |
| 卡拉奇－拉合尔公路         | M5高速公路                 | 约392公里， 2016年動工，2019年完工                  |
| 卡拉奇－拉合尔公路         | M6高速公路                 | 2022年獲批，預計2024年全線通車                      |
| 巴基斯坦西部公路           | M14高速公路                | 285公里 ，2022年通車                                |
| 巴基斯坦西部公路           | M8高速公路                 | 建设中，约892公里                                   |
| 喀喇崑崙公路重建項目       | M15高速公路                | 2014年開工，2020年7月全线通车                       |
| 喀喇崑崙公路重建項目       | 塔科特 - 萊科特段          | 2022年獲批                                          |
| 赫韦利扬無水港             | 赫韦利扬無水港             | 卡拉奇－白沙瓦铁路升级改造配套項目                  |
| 拉合尔地铁橙线             | 拉合尔地铁橙线             | 2020年開通                                          |
| 瓜达尔国际机场升级改造     | 瓜达尔国际机场升级改造     | 2019年動工，預計2023年完工                          |

### 能源
| 项目                                   | 状态                                                                                           |
| -------------------------------------- | ---------------------------------------------------------------------------------------------- |
| 伊朗－巴基斯坦天然气管道               | 建设中，伊朗部分已经完成.                                                                      |
| 瓜达尔－白沙瓦液化天然气港口与管道项目 | 已批准                                                                                         |
| 870MW苏基－克纳里水电项目              | 2017年開工                                                                                     |
| 2x660MW卡西姆港火力发电项目            | 2015年動工，2018年完工正式商轉                                                                 |
| 720MW卡洛特水电项目                    | 2015年動工，2022年完工投產                                                                     |
| 9x100MW旁遮普太阳能项目                | 2015年首期完工投產，至2016年投產400MW                                                          |
| 钦比尔风能项目                         | 2015年動工，2017年完工商轉                                                                     |
| 2x330MW塔尔二期火力发电项目            | 2019年完工投產                                                                                 |
| 大沃风电项目                           | 2017年商轉                                                                                     |
| Hubco火力发电厂项目                    | 2017年開工，2019年完工商轉                                                                     |
| 萨希瓦尔燃煤电站                       | 2017年完工商轉                                                                                 |
| 1124MW科哈拉水電項目                   | 2020年獲准施工                                                                                 |
| 馬蒂亞里 - 拉合爾輸電線路              | 从海边燃煤电厂至北巴基斯坦的长886km的60万伏400万千瓦容量“南电北送”直流输电线路，2021年完工啟用 |

### 其他
| 项目                                     | 状态                  |
| ---------------------------------------- | --------------------- |
| 经济走廊保障部队                         | 完成，总造价2.5亿美元 |
| 中巴棉花联合生物实验室                   | 已批准                |
| 塔尔二期3.8Mt/a采矿项目                  | 進行中                |
| 私人水利项目                             | 已批准                |
| 跨境光纤通信项目，穆里多媒体广播示范项目 | 進行中                |